# Kerojärvi
Kerojärvi är en sjö i Finland. Den ligger i kommunen Salla i landskapet Lappland, i den nordöstra delen av landet, 700 km norr om huvudstaden Helsingfors. Kerojärvi ligger 253,8 meter över havet. Arean är 38,7 hektar och strandlinjen är 4,08 kilometer lång. Sjön  ingår i Koundaälvens huvudavrinningsområde. 